# 广安大桥
广安大桥（韓語：광안대교）是座位于韩国釜山广域市的悬索桥，连接釜山海云台区和水营区。广安大桥总长7.42公里，是仅次于仁川大桥的韩国第二长桥。广安大桥造型优美，是釜山市的地标之一，也是釜山的一个旅游景点。
广安大桥始建于1994年，于2002年12月竣工，总投资7899亿韩元。  2002年9月和10月，大桥曾为2002年亚运会临时通车。但正式的通车时间是2003年1月。
漫威系列電影黑豹曾於廣安大橋取景。